# Österreichische Judo-Damen-Mannschaftsmeisterschaft 1998
Die Österreichische Judo-Damen-Mannschaftsmeisterschaft 1998 ermittelte zum 17. Mal den Österreichischen Mannschaftsmeisters im Judo. Sie wurde vom Österreichischen Judoverband ausgetragen. Sieger war zum 2. Mal der Vereinsgeschichte der SV Straßwalchen.

## Tabelle
| Position | Mannschaft      | Ort           | Bundesland | Quelle |
| -------- | --------------- | ------------- | ---------- | ------ |
| 1        | SV Straßwalchen | Straßwalchen  | Salzburg   | [ 2 ]  |
| 2        | Samurai Vienna  | Leopoldstadt  | Wien       | [ 2 ]  |
| 3        | ESV Sanjindo    | Bischofshofen | Salzburg   | [ 2 ]  |

Stand: 2025-03-15